# Gesetzliche Unfallversicherung in Österreich
Die Gesetzliche Unfallversicherung, auch Soziale Unfallversicherung ist in Österreich ein Versicherungssystem, das die Einwohner in bestimmten Unfallsituationen schützt. Es handelt sich hierbei um Ereignisse von öffentlichem Belang, nämlich Arbeitsunfälle, Unfälle in Bildungsanstalten und bei Hilfeleistungen für andere. Alle anderen Formen der Unfälle (Freizeitunfälle) sind im Allgemeinen über die gesetzliche (Pflicht-)Krankenversicherung gedeckt, teil über wählbare Klauseln, aber in geringerem Umfang. Neben (Arbeits)Unfällen deckt die gesetzliche Unfallversicherung auch gesundheitliche Schäden aus Berufskrankheiten ab.

## Geschichte
Erstmals wurde durch das 1854 geschaffene Berggesetz den im Bergbau tätigen Menschen Versicherungsschutz gewährt. 1888 wurde das Arbeiterunfallversicherungsgesetz geschaffen, wonach unselbständig Erwerbstätige versichert wurden, die in besonders gefährlichen Betrieben arbeiteten. Die Versicherung wurde zu 90 % von den Unternehmen und 10 % von den Arbeitern finanziert, wobei sich die Höhe des Beitrags nach der Gefährlichkeit der Tätigkeit richtete.
Da die Versicherung nur für bestimmte Betriebe galt, handelte es sich um eine Betriebsversicherung. 1917 wurden erstmals auch Wegunfälle in den Schutz mit einbezogen.
1926 wurde diese Versicherung zu einer Personenversicherung umgewandelt, damit fielen alle Arbeitnehmer unter den Schutz der gesetzlichen Unfallversicherung. Schon 1928 wurden auch die Berufskrankheiten mit einbezogen.
Zwischen 1939 und 1945 galt wieder das reichsdeutsche System der berufsgenossenschaftlichen Unfallversicherung.
Erst 1955 wurden selbständig Erwerbstätige versichert und 1977 kamen auch die Schüler und Studenten dazu. Die dritte Gruppe, der Hilfeleistungschutz, kam erst in den 1990er Jahren hinzu. Diese beiden Ausweitungen des –  aus dem Arbeitskampf des 19. Jahrhunderts entstandenen – Konzepts der Hilfeleistung in öffentlichem Interesse auf Bildung und auf ehrenamtliches Engagement und Zivilcourage gilt als ebenso bedeutende soziale Errungenschaft.
Heute ist dieser Versicherungsschutz umfassend, 2024 waren etwa 6,95 Millionen Menschen erfasst, das sind gut 2⁄3 der Einwohnerschaft. Zu diesen gehörten zu der Zeit 3,8 Millionen unselbständig Beschäftigte, 1,5 Millionen selbständig Erwerbstätige und 1,58 Millionen Schüler und Studenten.

## Versicherungsträger

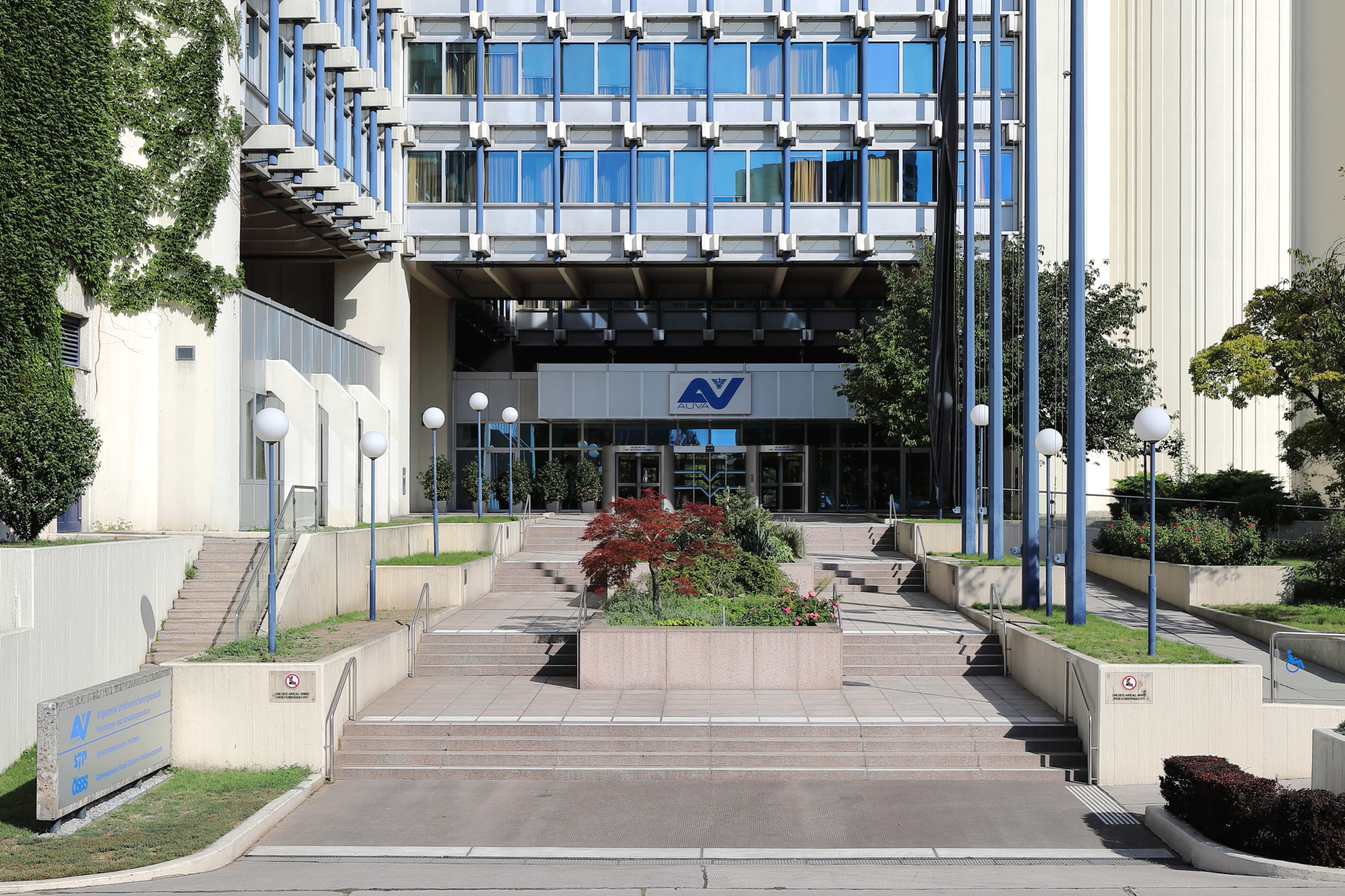
Hauptstelle der AUVA in Wien

Getragen wird das System von drei Versicherungsanstalten:
- Allgemeine Unfallversicherungsanstalt
- Versicherungsanstalt öffentlich Bediensteter, Eisenbahnen und Bergbau
- Sozialversicherungsanstalt der Selbständigen

## Versicherungsfall
Für die Unfallversicherung gibt es zwei Arten der Versicherungsfälle:
- den Arbeitsunfall: darunter versteht man Unfälle, die entweder direkt bei der Arbeit oder auch auf dem Weg zur oder von der Arbeitsstätte passieren. Dazu zählen aber auch innere Auswirkungen, die beispielsweise durch Übermüdung oder durch übermäßige Kälte entstehen.
- die Berufskrankheit: unter dieser versteht man Erkrankungen, die durch lange Einwirkung auf den Körper entstehen. Es zählen beispielsweise Allergien dazu. Aber auch eine Gehörschädigung durch Einwirkung von Lärm am Arbeitsplatz wird zu den Berufskrankheiten gerechnet. Dazu gibt es eine Liste in der Anlage 1 des ASVG, in der alle durch die Versicherung anerkannten Berufskrankheiten genannt sind.

Im Gegensatz zu den freiwilligen Versicherungen bei einer Versicherungsanstalt gilt hier das Prinzip „Alles oder nichts“. Dies bedeutet, dass ein Schaden entweder komplett anerkannt oder komplett abgelehnt wird. Es gibt hier kein Teilverschulden wie bei anderen Versicherungen.
Von der Versicherung werden aber nicht nur die Unfälle am Arbeitsplatz gedeckt. Es gibt drei Bereiche, die in die Zuständigkeit einer der vier Versicherungen fallen:
- die Erwerbstätigkeit: Dazu zählen alle Bereiche, die mit dem Lebensunterhalt zusammenhängen. Nicht dazu zählt aber ein Freizeitunfall oder ein Unfall bei einer Schwarzarbeit.
- den Schul- und Unterrichtsbesuch: Auch Schüler und Studenten sind sowohl am Weg zur Schule als auch in der Schule selbst unfallversichert.
- Hilfeleistungen im Fremdinteresse: Personen, die anderen in Not befindlichen Menschen helfen sind ebenso bei der Hilfeleistung versichert. Das kann eine Hilfeleistung einer einzelnen Person genauso betreffen wie im Rahmen einer Hilfsorganisation (z. B. Feuerwehr oder Rettungsdienst).

Das heißt beispielsweise auch, dass ein Verkehrsunfall im Fall eines Wegunfalles gedeckt ist, ein Verkehrsunfall beim Spazierenfahren jedoch nicht. Für die Anerkennung eines Wegunfalles als Arbeitsunfalles ist auch die Wahl des Verkehrsmittels relevant. So sind Autos, Fahrräder oder zu Fuß anerkannt. Freizeitgeräte mit erhöhtem Unfallrisiko können jedoch zu einer Nicht-Anerkennung von Wegunfällen im Sinne der Unfallversicherung führen. Es muss in diesem Fall die allgemeine Wegegefahr gegeben sein.

## Finanzierung
Die Beiträge für die unselbstständig Beschäftigten belaufen sich auf 1,1 % der Beitragsgrundlage (das ist der Bruttolohn), sie werden vom Arbeitgeber getragen.
Lehrlinge und Beschäftigte über 60 Jahren sind beitragsfrei versichert.

## Versicherungsleistungen
Die gesetzliche Unfallversicherung deckt Kosten für Erste Hilfe, Unfallheilbehandlung, Rehabilitation und Wiederherstellung (Prothesen, orthopädisches, Zahnersatz usf.), und leistet Zuschüsse für Entgeltfortzahlung, Entschädigungen (Einmalzahlungen: Versehrtengeld für Schüler/Studierende, Integritätsabgeltung bei schweren Folgeschäden, Witwenbeihilfe, ein Teil allfälliger Bestattungskosten) und Auszahlung von Versehrtenrenten und Hinterbliebenenrenten.
Außerdem beteiligt sie sich an Verhütungsmaßnahmen von Arbeitsunfällen und Berufskrankheiten, sowohl als direkte Betriebssicherheit wie in der Forschung.
Die gesamten Ausgaben der Unfallversicherungsträger beliefen sich im Jahr 2024 auf 2.021 Mio. Euro. Davon entfielen 771 Mio. Euro auf Unfallrenten, 545 auf die Unfallheilbehandlung und 133 Mio. für Rehabilitation. Knapp 100 betrugen die Ausgaben für Prävention. In Summe wurden 85.264 Renten ausbezahlt, wovon der Großteil mit 73.879 als Versehrtenrente kategorisiert wurde.